# Rosendaelsche Golfclub
De Rosendaelsche Golfclub is opgericht in 1895, en een van de oudste golfclubs van Nederland.

## Geschiedenis
De Rosendaelsche G.C. dankt haar naam aan het feit dat de club oorspronkelijk in Rozendaal speelde, zo'n 3 km oostelijker, hoewel men niet precies meer weet waar dat was. In 1908 verhuisde de club naar de huidige locatie, die net buiten de gemeentegrens van Rozendaal, in Arnhem ligt. Desondanks is de oorspronkelijke naam behouden gebleven. De grond van de nieuw betrokken locatie was van Mr. Aalbrecht Arent del Court van Krimpen die ervoor zorgde dat de eerste negen holes werden aangelegd op zijn landgoed Delhuijzen.

De fairway werd vroeger kort gehouden door een kudde schapen, die onderdak vond in de schaapskooi. Later werd de schaapskooi als bergruimte gebruikt. Sinds 2008 worden weer schapen gebruikt om de heide van het gras te ontdoen.
In 1975 ontwierp de Britse architect Frank Pennink negen nieuwe holes en op 21 mei 1977 werd de nieuwe 18-holesbaan geopend. Het jaar daarop werd besloten tot het bouwen van een nieuw clubhuis dat in 1990 werd geopend. In 2013 werd het interieur van het clubhuis vernieuwd en in juli 2013 werd de nieuwe, grotere drivingrange geopend.

## Nationale en internationale wedstrijden
- 1982: de St. Andrews Trophee, georganiseerd voor de acht beste amateurs van het Europese continent en de acht beste amateurs van Groot-Brittannië & Ierland.
- 1984: het 65ste Dutch Open. Bernhard Langer won en vestigde een nieuw baanrecord dat nog steeds staat.
- 1988: het Volmac Ladies Open, gewonnen door Marie-Laure de Lorenzi (Fr).
- 2005: het Nationaal Open, gewonnen door Joost Luiten.
- 2008: het Nationaal Open, gewonnen door Floris de Vries.
- 2013: het Nationaal Open

## Zie ook

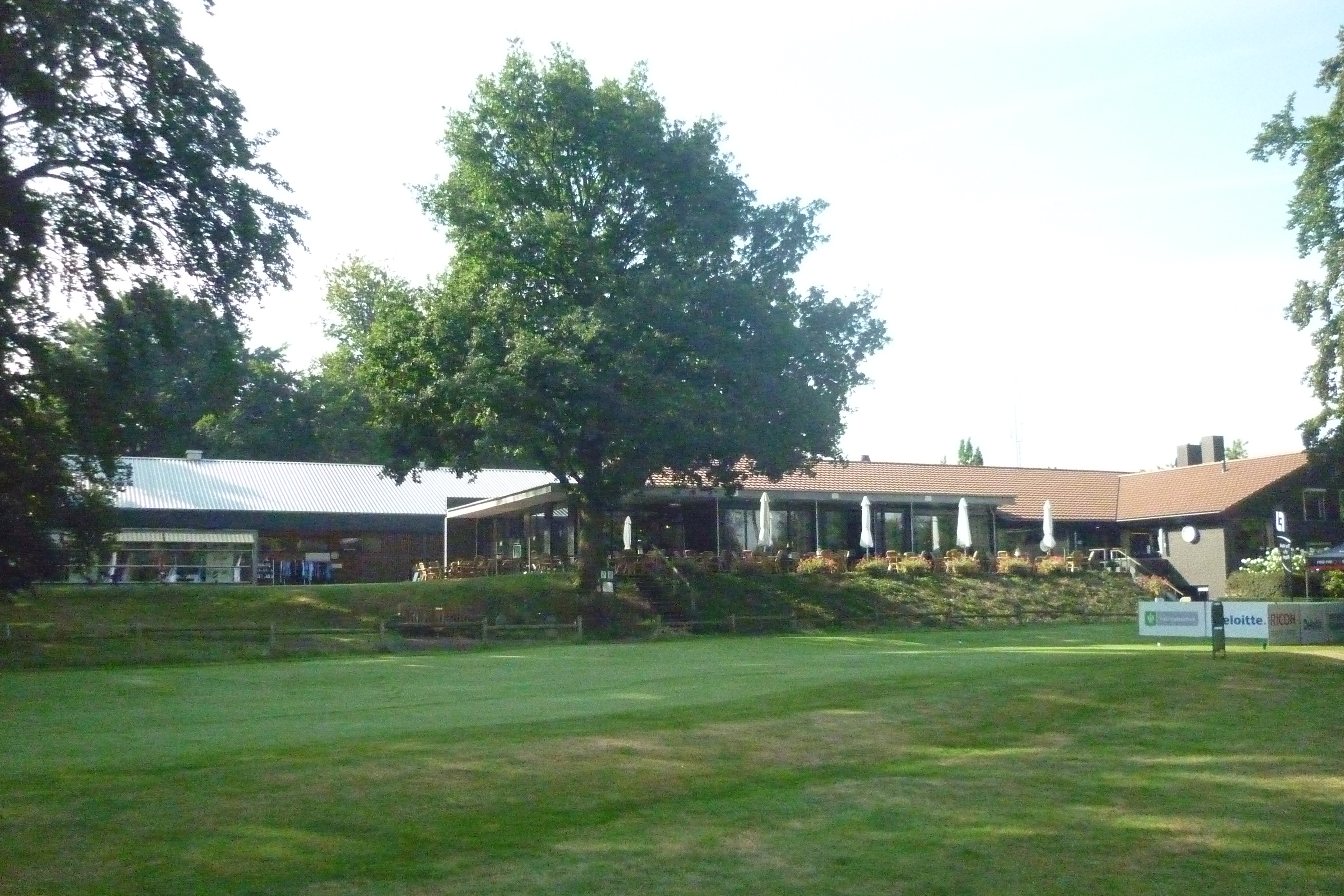
Clubhuis
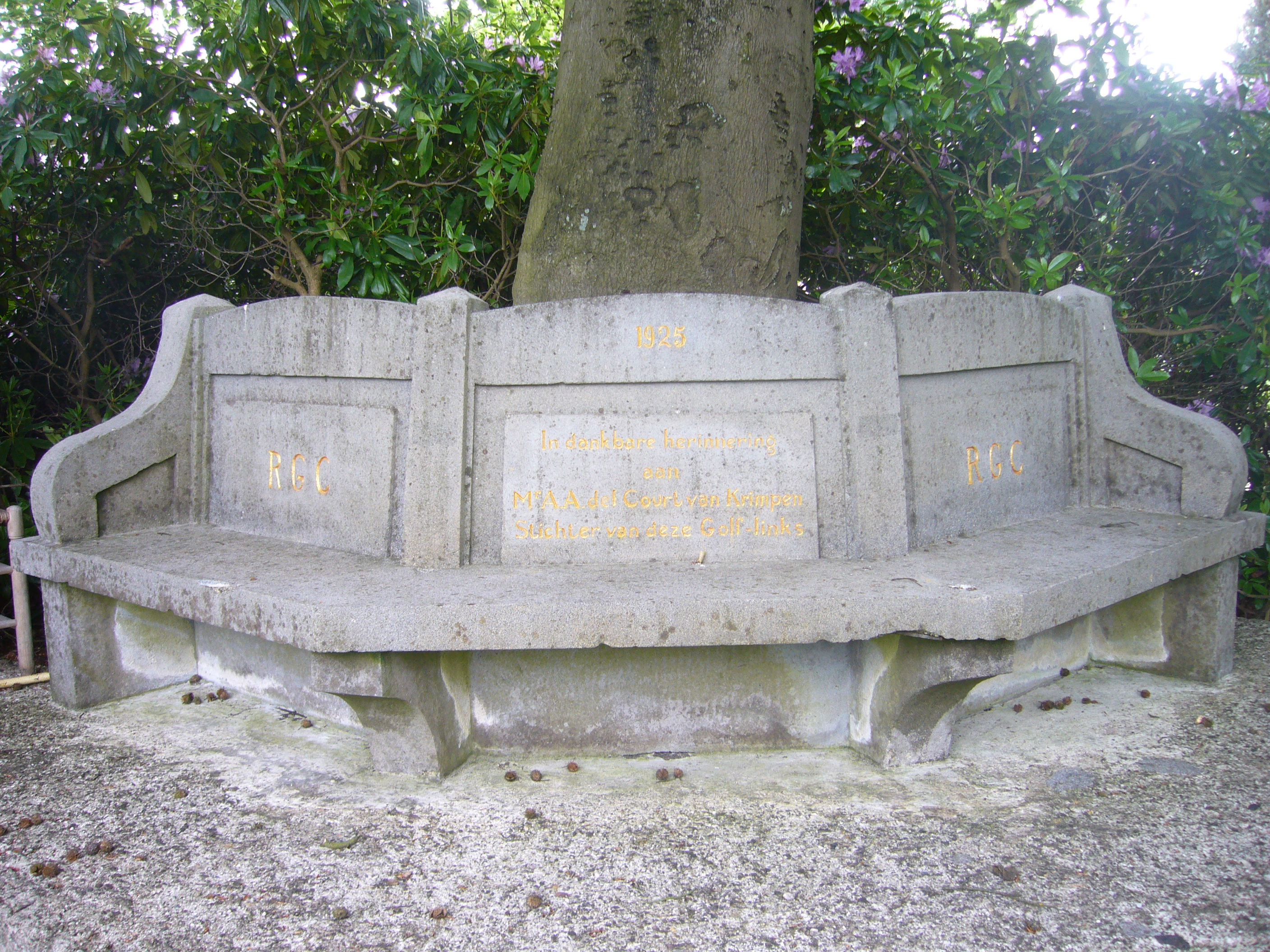
Ode aan A.A. Del Court van Krimpen
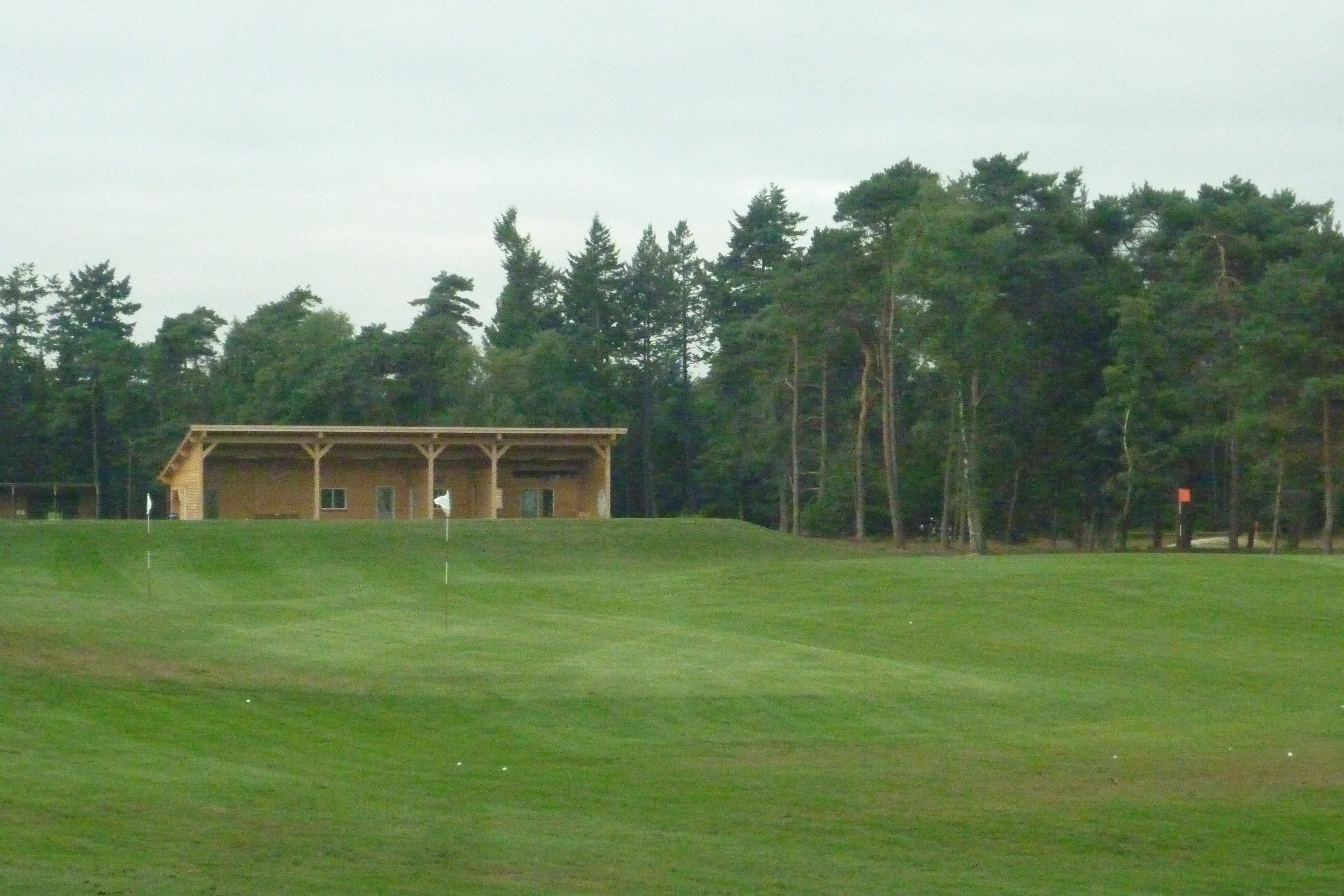
Nieuwe drivingrange